# Bagumbayan (Sultán Kudarat)
Bagumbayan es un municipio filipino de primera categoría, situado al sur de la isla de Mindanao. Forma parte de  la provincia de Sultán Kudarat situada en la Región Administrativa de Soccsksargen también denominada Región XII. Para las elecciones está encuadrado en el Segundo Distrito Electoral de esta provincia.

## Geografía
El municipio  de Bagumbayan  se divide, a los efectos administrativos, en 19 barangayes o barrios, conforme a la siguiente relación:
| - Bai Sarifinang - Biwang - Busok - Daguma | - Kapaya - Kinayao - Masiag - Población | - Sepaka del Sur - Tuka - Chua - Daluga | - Kabulanán - Kanulay - Monteverde - Santo Niño | - Sumilil - Titulok - Sisón |  |

## Historia

### Influencia española
Este territorio formaba parte de la Capitanía General de Filipinas (1520-1898).
Hacia 1696 el capitán Rodríguez de Figueroa obtiene del gobierno español el derecho exclusivo de colonizar Mindanao.
El 1 de febrero de este año parte de Iloilo alcanzando la desembocadura del Río Grande de Mindanao, en lo que hoy se conoce como la ciudad de Cotabato.

### Independencia
De principios de  la década de 1950 data Bagong Bayan cuando el territorio situado al oeste de río Alá (Allah River) entonces selva virgen con  de abundante vida silvestre, pero de tierra  muy fértil debajo de los árboles.
En  enero de 1956 parten  de Kolambog más de sesenta  colonos para atravesar el río dirigiéndose al oeste. Fueron, entre otros, Ricardo Forro, Rafael Latigay, y Macario de la Cruz.
Se asentaron a los pies de la Cordillera de Daguma y dieron al lugar el nombre de Bansada,  palabra que en Ilonggo significa "a la vista".
Por la falta se trasladaron hacia el este, cerca de las Mono Creeks.
Datu Kudanding Camsa, el benefactor de los colonos, propuso el nuevo asentamiento de Bagong Bayan que más tarde fue llamado Bagumbayan.
En noviembre de 1965 bajo el mandato de Diosdado Macapagal fue fundado mediante emitió  Orden Ejecutiva  el Municipio de Bagumbayan que comprendía todas las barrios situadoa al oeste de Isulan. Su primer alcalde fue Datu Kudanding Camsa y Ricardo L. Forro el vicealcalde.
En abril de 1966  la Corte Suprema declaró esta acto de creación  nulo y sin efecto.
La fundación fue restablecida el 21 de junio de  1969. En enero de 1970 se produce las primeras elecciones municipales.
El 17 de febrero de 1989 los barrios de  Buenaflores, Bugso, Kiadsam, Kadi, Kulamán, Malegdeg y Sewod, hasta entonces pertenecientes al municipio de  Kalamansig, junto con el barrio de Langgal, del municipio de Bagumbayan,, pasan a formar el nuevo municipio denominado Senador Ninoy Aquino cuyo ayuntamiento se constituye en el barrio de Kulamán.

## Bansadayaw Festival
Cuando los colonos cristianos habían comenzado a cosechar los frutos de su trabajo, realizan la ofrenda de gratitud por las bendiciones divinas.
Lo hicieron en forma de Festival de la cosecha a partir de oraciones religiosas y resaltan con  festejos propios de sus lugares de origen, Año tras año, este tipo de fiesta ha evolucionado con mejoras porque los musulmanes y las comunidades indígenas fueron capaces de aprender y aceptar las creencias y tradiciones de los demás.
El nombre del festival Bansadayaw corresponde a las palabras de raíz Ilongo bansa y sayaw.